# Ctenophthalmus kirschenblatti
Ctenophthalmus kirschenblatti är en loppart som beskrevs av Anatol I. Argyropulo 1936. Ctenophthalmus kirschenblatti ingår i släktet Ctenophthalmus och familjen mullvadsloppor.

## Underarter
Arten delas in i följande underarter:
- C. k. kirschenblatti
- C. k. dombaicus